# Атанас Таронаци
Атана́с Таронаци́ (арм. Աթանաս Տարոնացի; гг. рождения и смерти неизвестны) — армянский учёный VI века. Предводитель монастыря Сурб Карапета в Муше. В 584 году по поручению Двинского собора (католикоса Мовсеса Егвартеци) Атанас Таронаци создал армянский церковный календарь. Сохранилось его историческое сочинение «Хронография» в рукописи 981 года.